# ناحیه رزتا، شهرستان هندرسون، ایلینوی
ناحیه رزتا (به انگلیسی: Rozetta Township) یک منطقهٔ مسکونی در ایالات متحده آمریکا است که در شهرستان هندرسون، ایلینوی واقع شده‌است. ناحیه رزتا ۲۲۰ متر بالاتر از سطح دریا واقع شده‌است.